# Scott Meister
Scott Robert Meister (Elyria, 19 maart 1950) is een Amerikaans componist, muziekpedagoog, dirigent en slagwerker.

## Levensloop
Meister studeerde aan het Ashland College in Ashland, waar hij zijn Bachelor of Music behaalde. Vervolgens wisselde hij aan de  Universiteit van Miami in Coral Gables en behaalde zijn Master of Music in percussie en compositie alsook muziektheorie. Aldaar voltooide hij ook zijn studies en promoveerde tot Ph.D. (Philosophiæ Doctor) in compositie.
Hij werd docent en vanaf 1974 professor in compositie aan de Hayes School of Music van de Appalachian State University in Boone. Aan dit instituut is hij verder dirigent van de "Steely Pan Steel Band" en het "Middle-Eastern Ensemble" alsook directeur van het Elektronisch/M.I.D.I. Studio. Tot zijn leerlingen behoren Dave Kropf, Jonathan B. McNair, Bruce W. Tippette, Duncan Boatright, Daniel Bukin, Connor Cook, Brittany Dunton, Chris Florence, Joseph House, Shawn Milloway en Robert Wicker.
Als componist schreef hij werken voor orkesten, harmonieorkesten, koren en kamerensembles. Hij was gast-componist tijdens het Spoleto Festival USA in Charleston, waar ook zijn werk HIGAZ door het Charleston Symphony Orchestra uitgevoerd werd. Twee keer won hij de compositiewedstrijd "Hinda Honigman Gold Cup". Omdat hij zeer geïnteresseerd is in Arabische, Ierse en Caraïbische muziek heeft hij in zijn werken gebruikgemaakt van speciale instrumenten uit deze culturen zoals doumbeks, zills (finger cymbalen), lijsttrommel, steeldrum ezv.

## Composities

### Werken voor orkest
- Gravitons, voor piano en orkest
- HIGAZ, voor orkest
- Mas Carnivale, voor orkest
- Rotante Spiritica, voor orkest

### Werken voor harmonieorkest
- 2002 Dances of Nahawand[1]
- Feles Galactica
- Sandhill Chronicles

### Vocale muziek

#### Werken voor koor
- Ka Ma Re Ta, voor gemengd koor
- Voice Music, voor gemengd koor[2]

### Kamermuziek
- 2009 Scenes, voor tinwhistle (ook dwarsfluit), sopraansaxofoon, altviool, fagot en slagwerk
- Arabic Dances, voor tuba en slagwerker
- Fantasmi, voor fagot solo
- Für Spielen, voor fagot solo
- penumbra, voor klarinet en slagwerk
- Richtugen, voor blaaskwintet
- Three Changes, voor viool en slagwerkduet
- Three Maqamat, voor fagot en slagwerkduet
- Waves Against......, voor fagot en steeldrum (of marimba)

### Werken voor orgel
- Three Inner Circuits

### Werken voor piano
- 1990 Five Archetypes, voor twee piano's

### Werken voor slagwerk
- 1979 4 Synthetic Miniatures, voor marimba solo
- Calypsoca, voor steelband en slagwerkensemble
- Contradistinctive Departure, voor tenorsteeldrum
- Doumbec, voor 15 slagwerkers, die op (slagwerk-)instrumenten vanuit het Midden-Oosten spelen
- Eerie Interlude, voor slagwerkensemble
- Gypsy Festival, voor slagwerkduet
- Mattinata, voor marimba en xylofoon
- Pagan Place, voor slagwerkensemble
- Seven Short Pieces, voor vibrafoon
- Strings, voor 8 slagwerkers, die een piano bouwen
- Taqsim, voor zeven slagwerkers
- The Dance, voor slagwerkensemble
- The Farewell, voor slagwerkensemble
- The Gathering, voor slagwerkensemble
- Water Music, voor 12 slagwerkers

### Elektronische muziek
- Caterpillar/Centipede, voor solo MIDI MalletKat en DrumKat
- Collaboration, voor MIDI trio
- Inside an Egg, voor analoge elektronica
- Introduction, voor MIDI trio (digitale gitaar, elektronisch cello en MIDI DrumKat)
- Islands, voor klarinet en magneetband